# Ratnasambhava

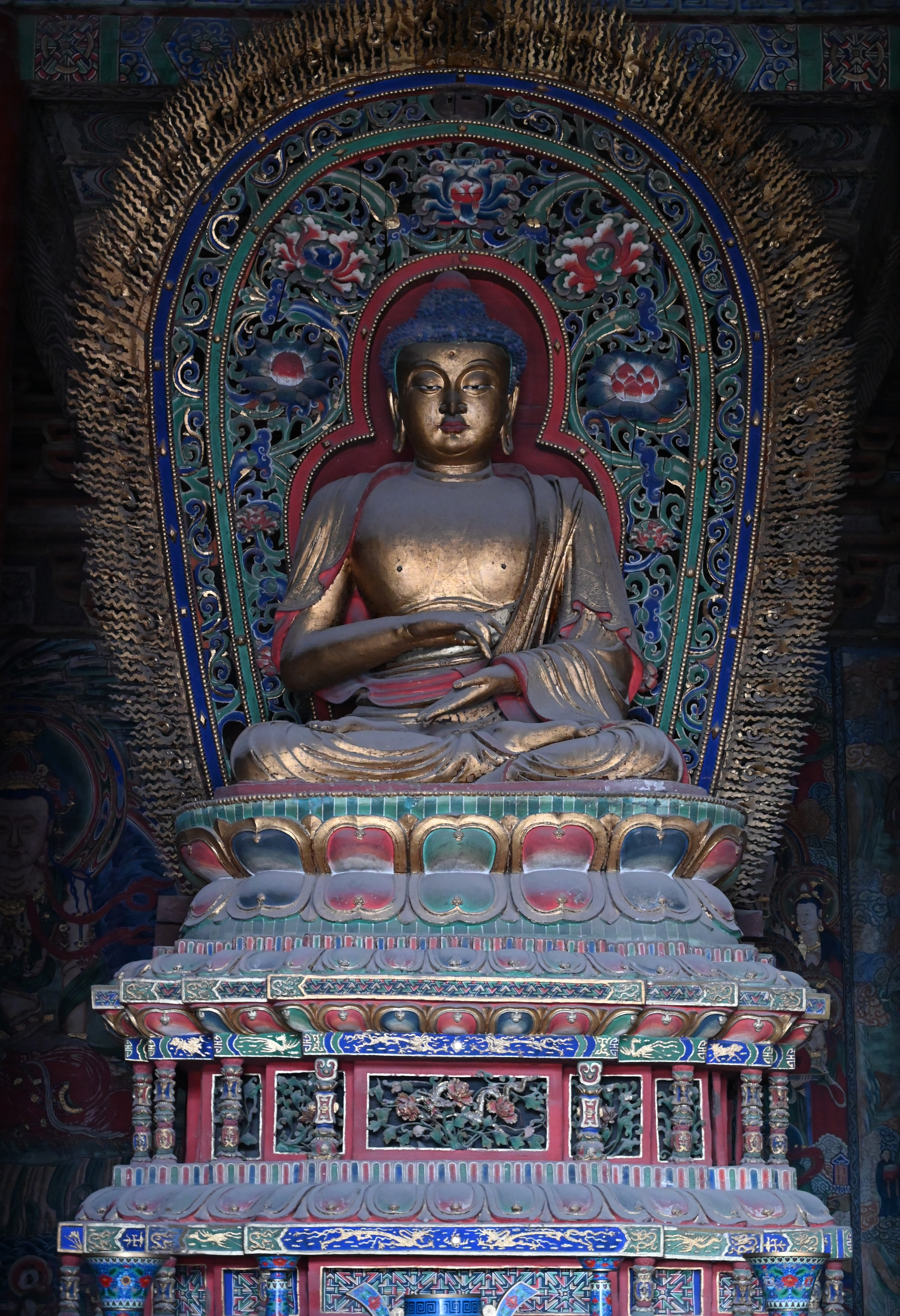
Estátua de Ratnasambhava

Ratnasambhava (em tibetano: Rin Chen Jung Den; em japonês: Hosho niorai) é um dos Cinco Budas da Meditação, sendo o Buda da direção Sul, de cor amarela, líder da família Preciosa (Ratna). Sua consorte é Locana. Representa a mente do Buda.